# ميا بيجوفيتش
ميا بيجوفيتش (بالكرواتية: Mia Begović)‏ هي ممثلة كرواتية، ولدت في 11 يناير 1963 في بلدة تريباني في كرواتيا.

## وصلات خارجية
- ميا بيجوفيتش على موقع IMDb (الإنجليزية)
- ميا بيجوفيتش على موقع قاعدة بيانات الفيلم (الإنجليزية)